# Gian Luca Perici
Gian Luca Perici (* 17. září 1964 Bassano del Grappa) je italský římskokatolický duchovní, arcibiskup a diplomat.

## Život
Narodil se 17. září 1964 v Bassano del Grappa.
Vstoupil do kněžského semináře. Dne 21. září 1991 byl biskupem Andrea Maria Erbou vysvěcen na kněze a inkardinován do suburbikální diecéze Velletri-Segni. Na Papežském liturgickém institutu v Římě získal licenciát z liturgiky a na Papežské univerzitě svatého Tomáše Akvinského doktorát z kanonického práva.
Dne 1. července 2001 vstoupil do diplomatických služeb Svatého stolce. Stal se sekretářem na apoštolské nunciatuře v Mexiku. Následně působil na nunciaturách na Haiti, Maltě, v Angole, Brazílii, Švédsku, Španělsku a Portugalsku. Dne 5. června 2023 jej papež František jmenoval apoštolským nunciem v Zambii a Malawi s udělením titulu titulárního arcibiskupa z Bolseny. Biskupské svěcení přijal 15. července z rukou kardinála Pietra Parolina a spolusvětiteli byli kardinál Luis Antonio Tagle a biskup Stefano Russo.